# حمد الله الأماسي

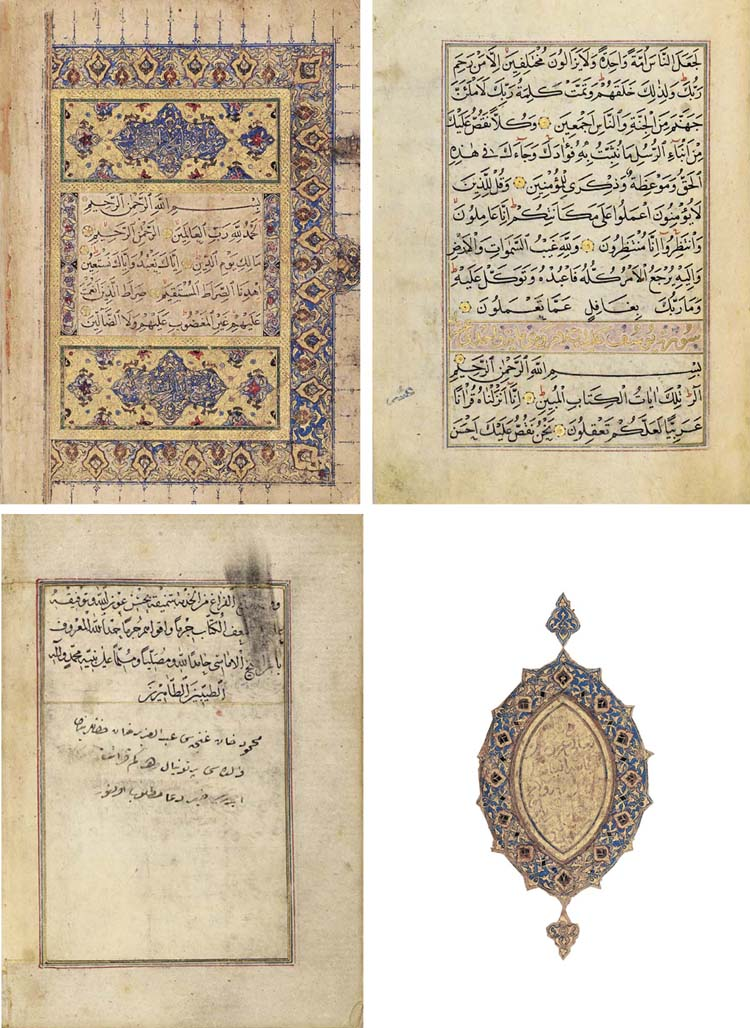
نماذج من أعمال الأماسي بخط النسخ.

حمد الله الأماسي (833 - 927 هـ / 1429 - 1520 م) هو خطاط عثماني.
اشتغل في عهد السلطان بايزيد الثاني واستمر حتى عهد سليمان. ويعرف بابن الشيخ وانتقلت اليه زعامة الخط بعد ياقوت. وأبوه الشيخ مصطفى دده، هاجر من بخارى إلى أماسيا. توفي في استانبول، ودفن في مقبرة أبي أيوب الأنصاري.
كتب سبعة وأربعين مصحفا.

## معرض صور

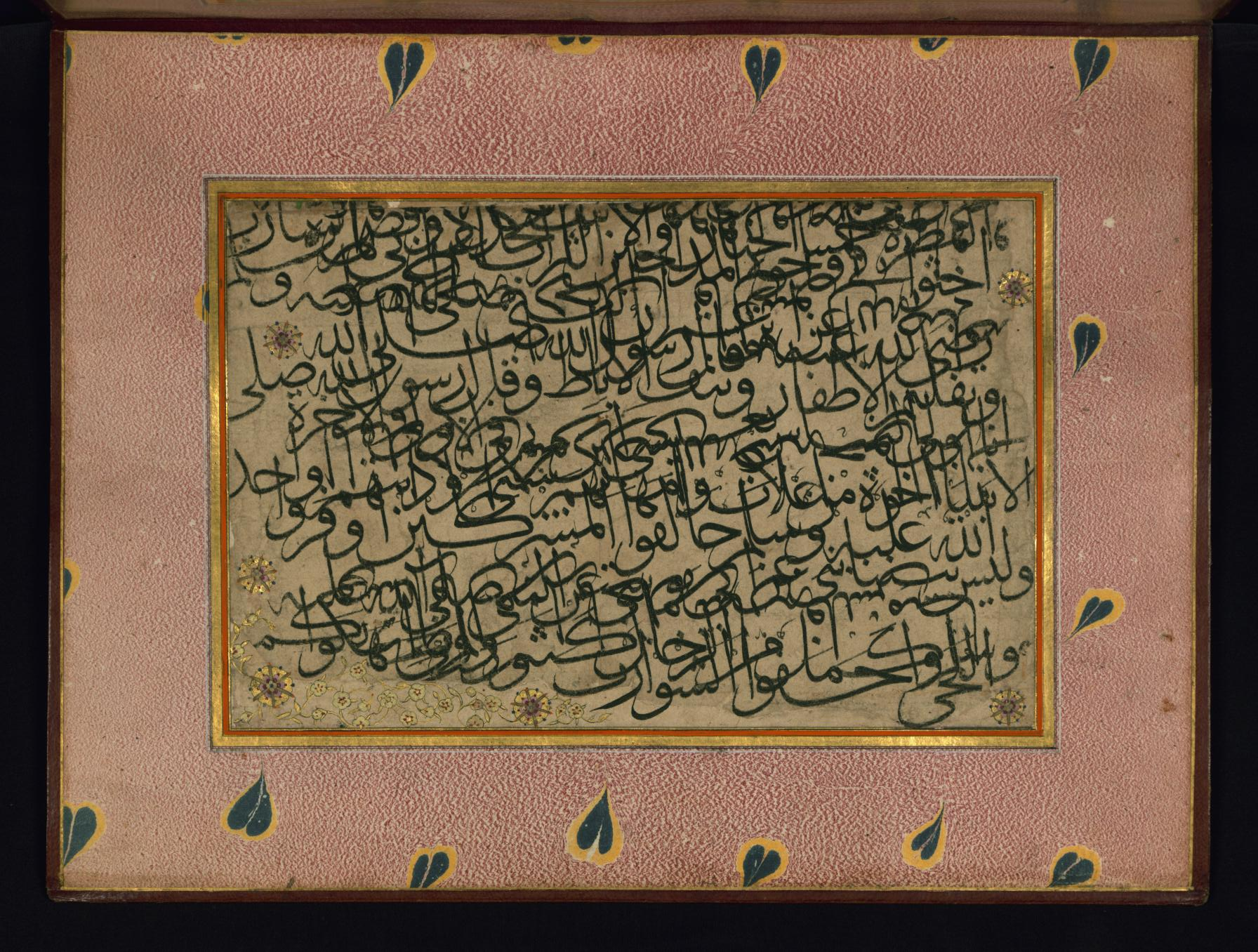
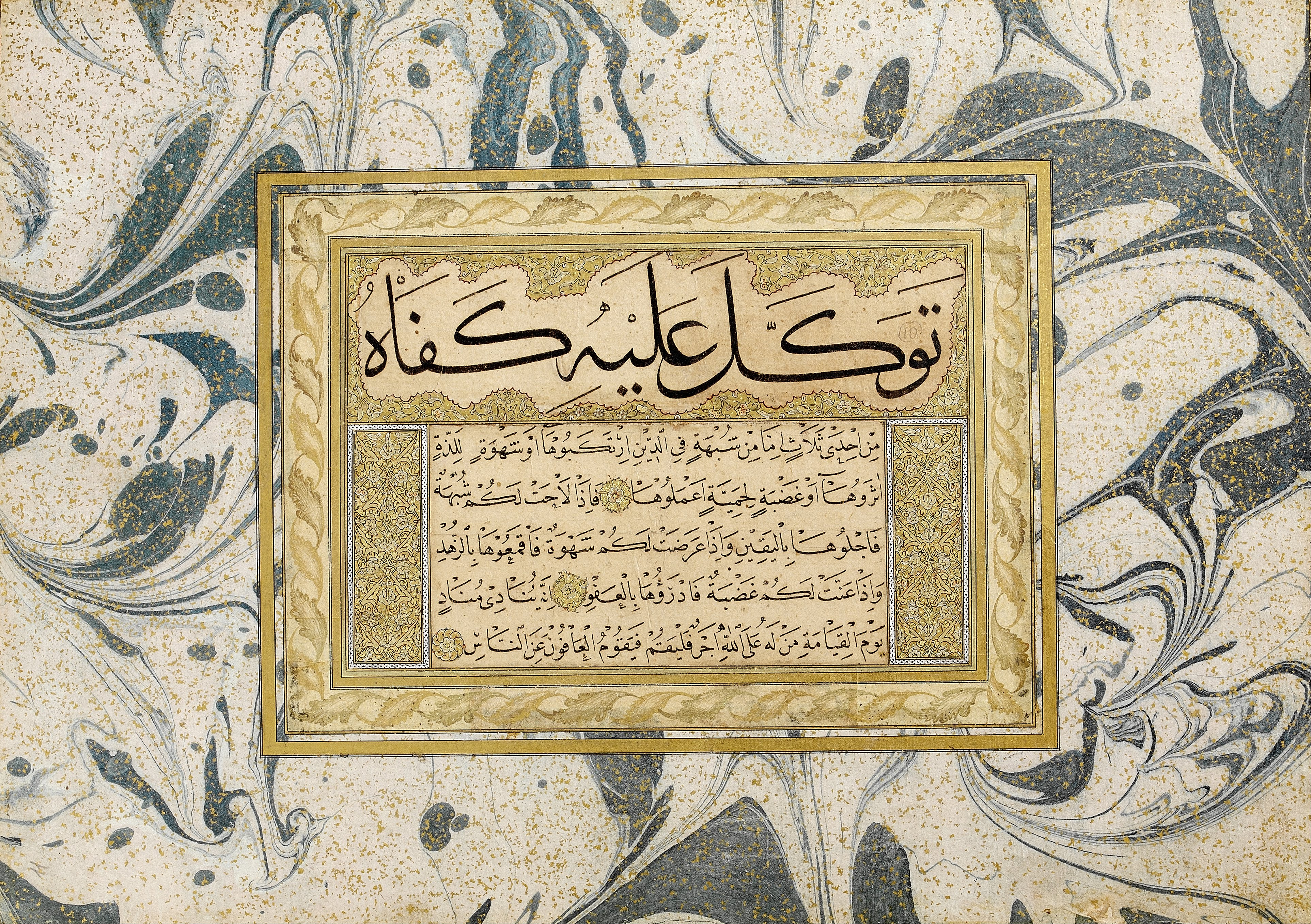
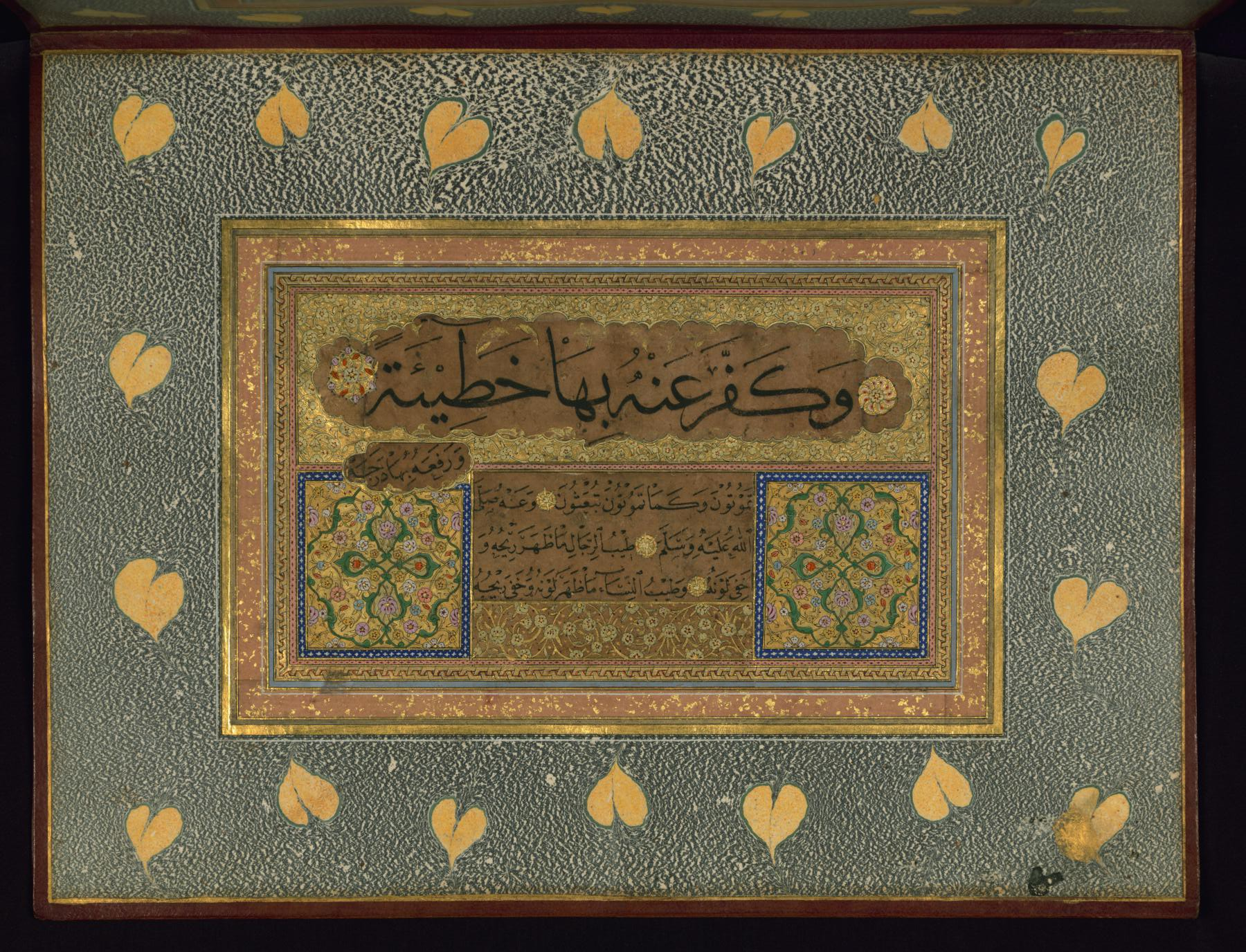
من آثار حمد الله الأماسي المتوفى ٩٢٧ هـ